# Mi Bandera
Mi Bandera es una marcha patriótica uruguaya, compuesta en homenaje al Pabellón Nacional. La música es de José Usera, quien comparte la autoría de la letra con Nicolás Bonomi.

## Letra
Cual retazo de los cielos, de los cielos
Do jamás se pone el sol, se pone el sol
Es la enseña de mi Patria
La bandera bicolor

Si el pampero la acaricia, la acaricia
O la anima el batallar, el batallar
Son canciones de victoria
Las que entona al tremolar
Es muy bella mi bandera, mi bandera
Nada iguala su lucir, su lucir
Y es su sombra la que buscan los valientes al morir y en su sombra la que buscan
Los valientes al morir

No ambiciono otra fortuna, otra fortuna
Ni reclamo más honor, más honor
Que morir por mi bandera la bandera bicolor
LETRA: Nicolás Bonomí, 1912. MUSICA: José Usera, 1912

## Utilización
Al no ser considerada como un símbolo nacional, carece de reglamentación para su utilización y reproducción. Suele utilizarse en actos patrios u escolares, tales como los 19 de junio, aniversario del natalicio de Artigas y acto de promesa de fidelidad y jura de la bandera. 